# Sapium laurifolium
Sapium laurifolium är en törelväxtart som först beskrevs av Achille Richard, och fick sitt nu gällande namn av August Heinrich Rudolf Grisebach. Sapium laurifolium ingår i släktet Sapium och familjen törelväxter. Inga underarter finns listade i Catalogue of Life.